# Droga wojewódzka nr 623
Droga wojewódzka nr 623 (DW623) – droga wojewódzka w Polsce w województwie pomorskim, w powiatach tczewskim (gminy: Gniew i Morzeszczyn) i starogardzkim (gmina Skórcz). Łączy Rakowiec z Mirotkami. Droga ma długość 18 km.

## Przebieg drogi
Początek drogi znajduje się na skrzyżowaniu z DK91 (dawniej DK1) w Rakowcu. Dalej droga biegnie w kierunku Majewa, gdzie krzyżuje się z DW644 i linią kolejową nr 131. Potem droga prowadzi przez skrzyżowanie z DW644 w Lipiej Górze i wiadukt nad autostradą A1. Kończy się w Mirotkach, gdzie łączy się z DW231.

## Miejscowości leżące przy trasie DW623
- Rakowiec
- Bielsk
- Majewo
- Lipia Góra
- Barłożno
- Mirotki